# Balabanovo
Balabanovo (rusky Балабаново) je město v Kalužské oblasti v Ruské federaci. Při sčítání lidu v roce 2010 mělo přes šestadvacet tisíc obyvatel.

## Poloha a doprava
Balabanovo leží na levém břehu Protvy, přítoku Oky v povodí Volhy. Od Kalugy, správního střediska oblasti, je vzdáleno přibližně pětasedmdesát kilometrů severovýchodně nedaleko hranice s Moskevskou oblastí. Od Borovska, správního střediska Borovského rajónu, do kterého náleží, je vzdáleno východně.
Přes město prochází železniční trať z Moskvy přes Brjansk do Kyjeva, která je v provozu od roku 1899. Na území města je také křížení dálnice M3 z Moskvy přes Brjansk k ukrajinsko-ruské hranici s dálnicí A108, která tvoří takzvaný Velký moskevský okruh.

## Dějiny
První zmínka o Balabanovu je ze 17. století, kdy šlo o vesnici. Rozvoj začíná po připojení na železnici po roce 1900. Od roku 1935 bylo Balabanovo sídlem městského typu, od roku 1972 je městem.